# Петко Кирязов
Петко Кирязов Киров е български революционер, одрински деец на Вътрешна македоно-одринска революционна организация.

## Биография
Петко Кирязов е роден в малкотърновското село Камилите, тогава в Османската империя. Присъединява се към ВМОРО в 1900 година и оглавява местния революционен комитет. От 1903 година е войвода на камилската смъртна дружина. При последвалото Илинденско-Преображенско въстание участва в нападението на гарнизона в Цикнихор.